# Щомыслицкая дубрава

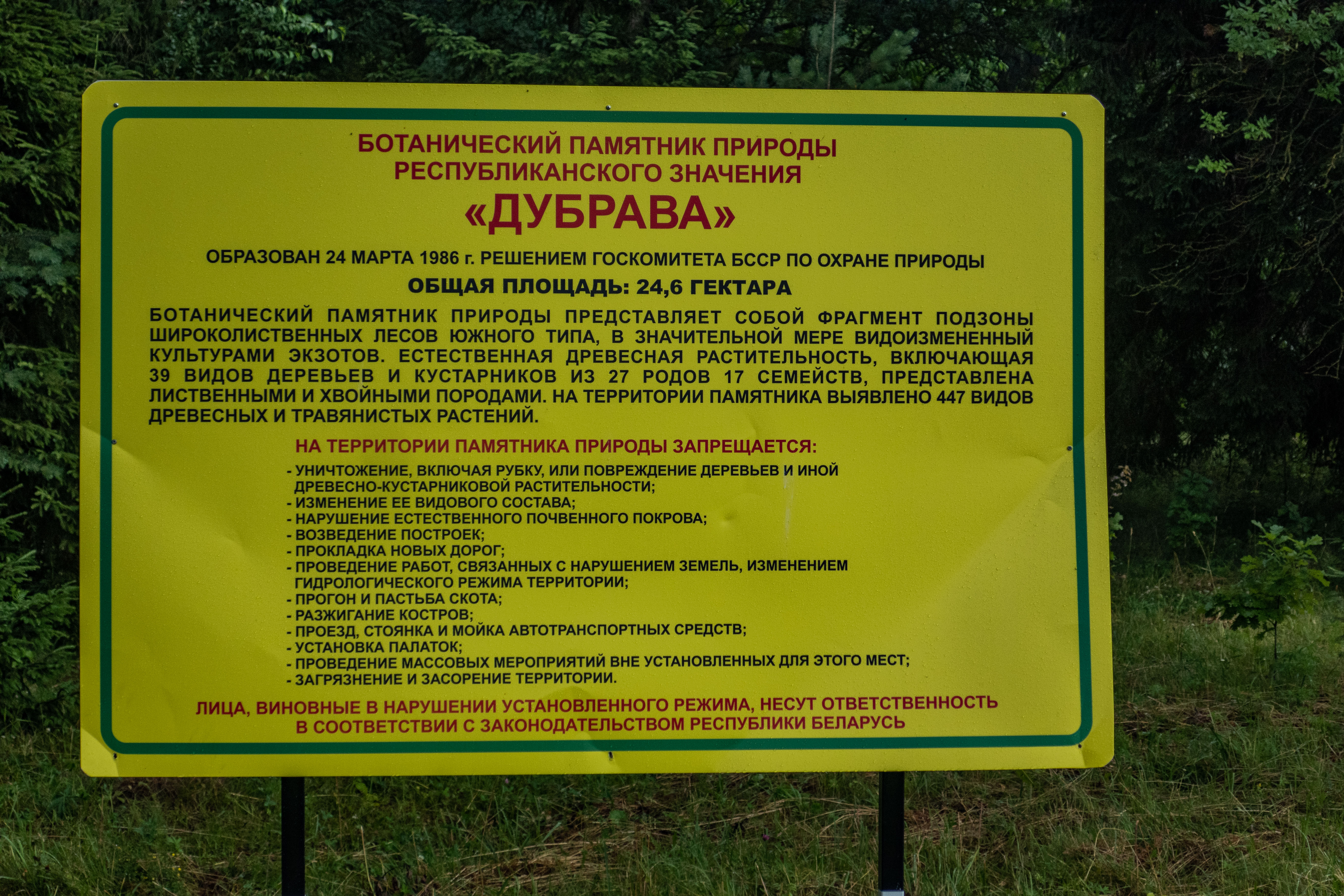
Информационный стенд

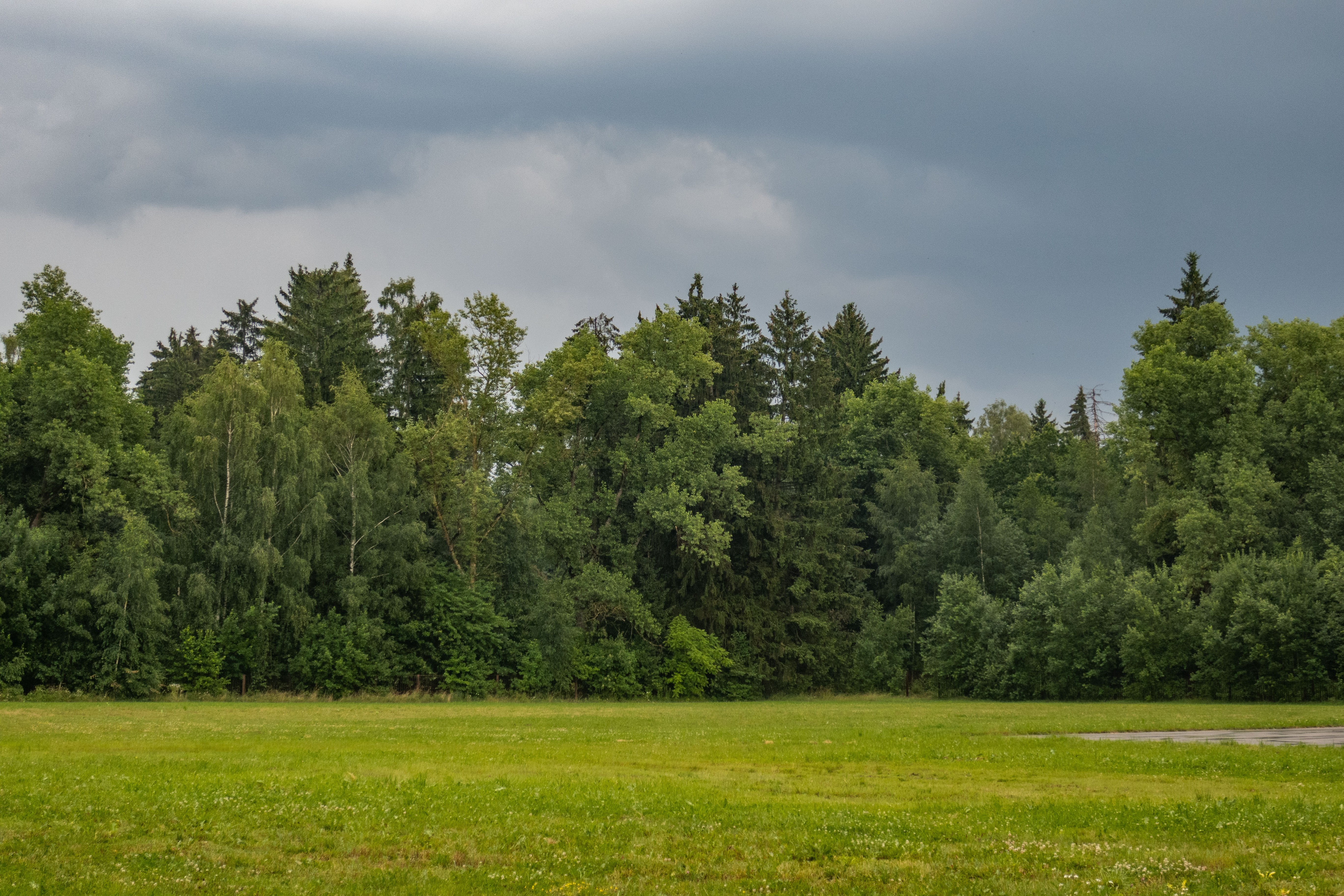

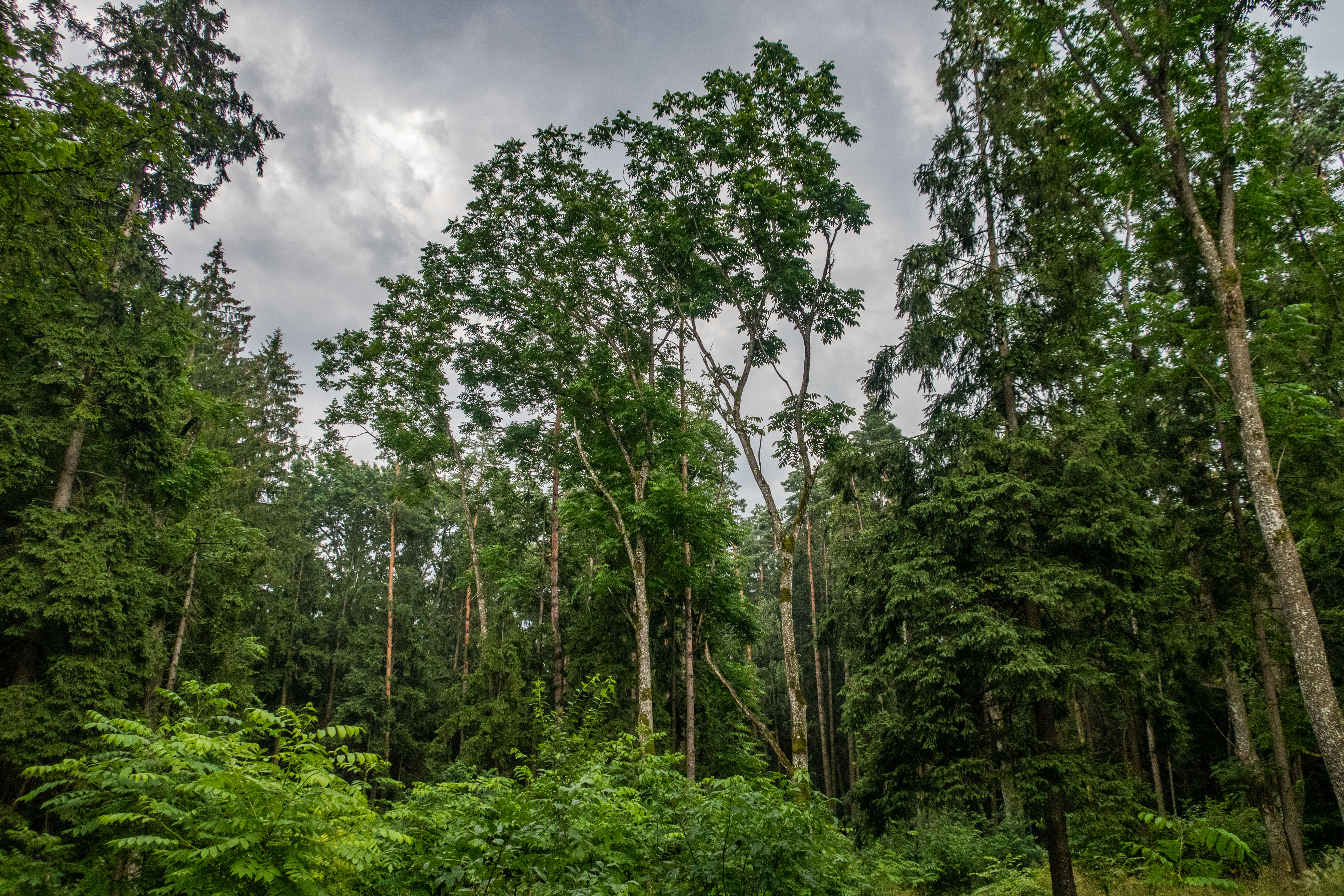

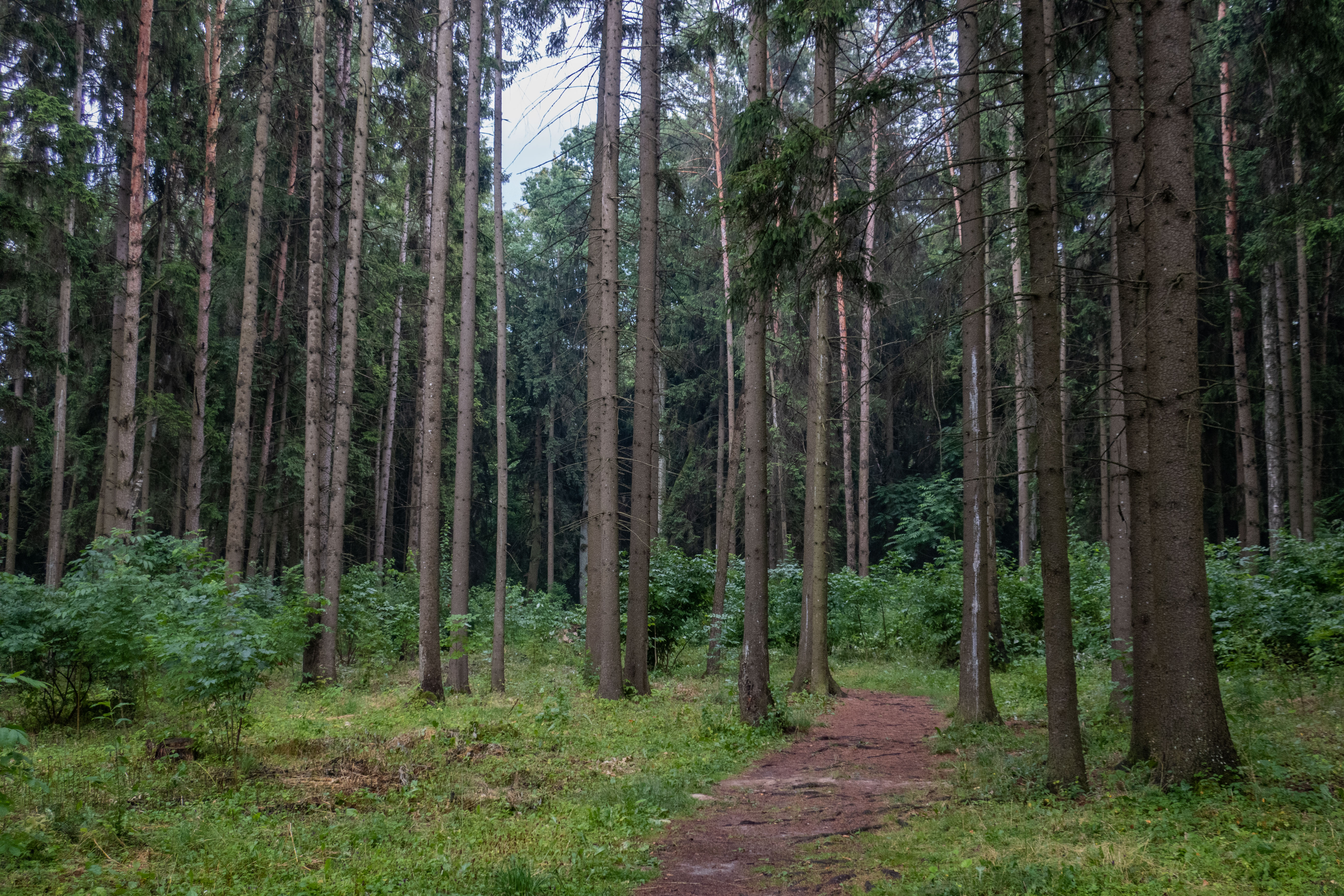

Щомыслицкая дубрава, Дубрава «Щомыслицкая», также — Дубрава (бел. Шчомысліцкая дубрава) — дубрава в Белоруссии, расположенная к северу от агрогородка Щомыслица Минского района Минской области (непосредственно граничит с территорией Минска), ботанический памятник природы республиканского значения.
Возникла как исследовательский дендропарк с большим количеством местных и интродуцированных видов растений. Помимо природоохранных функций, используется как дендропарк учебного ботанического сада Биологического факультета БГУ, расположенного через дорогу.

## История
В 1925 году по инициативе Николая Вавилова было создано Белорусское отделение Всесоюзного института прикладной ботаники и новых культур. При отделении был образован и дендросектор, возглавлявшийся И. И. Соболевым и сформированный на базе небольшой дубравы. Под его руководством в 1928—1936 годах в исследовательских целях были произведены посадки множества редких древесных и кустарниковых пород, включая ряд экзотов (растений, не встречавшихся в данной местности).
В 1985—1986 гг. Комиссия Верховного Совета БССР по охране природы и рациональному использованию природных ресурсов и Министерство лесного хозяйства БССР предложили объявить дубраву памятником природы республиканского значения. 24 марта 1986 года Госкомитет БССР по охране природы организовал памятник природы «Дубрава», 22 июля 1986 года Миноблисполком передал «Дубраву» под охранное обязательство Белорусскому государственному университету. Несмотря на придание «Дубраве» статуса особо охраняемой природной территории, в ней вскоре началось строительство артезианской скважины, а поблизости было запланировано строительство новых объектов; однако в 1989 году под давлением общественности было принято решение свернуть строительство.
В настоящее время именуется также «Дубрава „Щёмыслицкая“» или «Дубрава Щомыслицкая».
Входит в состав ботанического сада БГУ.

## Ландшафт
Дубрава имеет пологоволнистый равнинный рельеф, абсолютная высота — около 240 м, относительное превышение высот — не более 5—10 м. Относится к Минскому средне- и крупно-холмисто-моренно-эрозионному ландшафтному району с широколиственно-еловыми и сосновыми лесами Белорусской возвышенной провинции холмисто-моренно-эрозионных и вторичноморенных ландшафтов. В весенне-летний период дубрава нередко подтапливается из-за слабой водопропускной способности почв и наличием автомобильных дорог в направлении естественного стока.

## Биоразнообразие
Дубрава относится к Минско-Борисовскому геоботаническому району, на южной границе подзоны широколиственно-еловых (дубово-темнохвойных) лесов. К естественной древесной растительности относится 41 вид деревьев и кустарников (относятся к 28 родам 18 семейств), наиболее распространённые древесные породы — дуб черешчатый (Quercus robur; дал название всему памятнику природы, медианный возраст деревьев — около 150 лет) и ель обыкновенная (Picea abies). Количество экзотов составляет около 80 видов (45 деревьев, 36 кустарников, 1 древесная лиана). Всего на территории дубравы выявлено 478 видов древесных и травянистых растений — 458 покрытосеменных (384 — двудольных, 74 — однодольных), 9 — папоротников, 8 — голосеменных, 3 — хвощей. Эти растения представляют 4 отдела, 6 классов, 50 порядков, 79 семейств и 286 родов. 4 дикорастущих вида растений — шпажник черепитчатый (Gladiolus imbricatus), лилия кудреватая (Lilium martagon), гроздовник многораздельный (Botrychium multifidum) и ятрышник шлемоносный (Orchis militaris) — занесены в Красную книгу Республики Беларусь, ещё 2 охраняемых вида — астранция большая (Astrantia major) и колокольчик широколистный (Campanula latifolia) — искусственно интродуцированы.
Мхи (бриофлора) представлены 45 видами (29 родов, 16 семейств, 8 порядков), наиболее распространённый мох — Rhytidiadelphus squarrosus, в то время как часто встречающийся в белорусских лесах плевроциум Шребера (Pleurozium schreberi), напротив, встречается редко. Видовое разнообразие мхов оценивается как незначительное, в том числе из-за того, что листовой опад дуба препятствует развитию мхов.
Лишайники (лихенобиота) представлены 46 видами (23 рода, 14 семейств, 5 порядков), в том числе 50 % листоватых форм, 39,1 % накипных и 10,9 % кустистых форм. Один из лихенофильных грибов (Xanthoriicola physciae (Kalchbr.) D. Hawksw) впервые в Республике Беларусь был описан именно в данной дубраве.
Грибов и грибоподобных организмов насчитывается около 250 видов.
Млекопитающие представлены ежом белогрудым, кротом европейским, вечерницей рыжей, кожаном двухцветным, куницей лесной, зайцем-русаком, белкой, полёвкой рыжей, мышью полевой. Несмотря на наличие ограждения, отмечались единичные случаи захода кабана и лося.
В 2010-е годы было отмечено увеличение видового разнообразия птиц и увеличение плотности их гнездования, что связывается, в первую очередь, с процессами синурбизации и, менее вероятно, с уменьшением прессинга со стороны хищников, в частности, серой вороны, которая перестала гнездиться в дубраве в 2000-е годы. Иногда встречаются данные о примерно 60 видах птиц.
Земноводные представлены жабой серой, жабой зелёной, лягушкой остромордой, лягушкой травяной.
Из пресмыкающихся ранее была отмечена прыткая ящерица, но к началу XXI века она перестала встречаться в дубраве.
Беспозвоночных, по предварительным оценкам, насчитывается около 400 видов.

## Проблемы
Естественное возобновление древостоя считается неудовлетворительным, особенно для дуба черешчатого — лесообразующей породы. Многие всходы сильно поражаются мучнистой росой, что связывается с антропогенным сильным воздействием. При этом некоторые из экзотов (орех маньчжурский и серый, дуб красный) образуют довольно обильный самосев.
Немало деревьев в дубраве — угнетённые и повреждённые. Ветровалы, буреломы и навалы снега ежегодно повреждают взрослые деревья. У некоторых деревьев отмечены повреждения ствола, у других — суховершинность. Деревья повреждаются дереворазрушающими грибами, в том числе редкими, а также насекомыми — короедами, златками, листовёрткой дубовой, пяденицей зимней и прочими. Многие деревья достигли предельного возраста, в качестве дополнительного негативного фактора отмечается чрезмерная рекреационная нагрузка. Некоторые ценные древесные экзоты более не произрастают в дубраве.